# Mauritania en los Juegos Paralímpicos de Sídney 2000
Mauritania estuvo representada en los Juegos Paralímpicos de Sídney 2000 por dos deportistas, un hombre y una mujer. El equipo paralímpico mauritano no obtuvo ninguna medalla en estos Juegos.